# Напредак (Крушевац)
Футбольний клуб Напредак Крушевац або просто Напредак (серб. Фудбалски клуб Напредак Крушевац) — професійний сербський футбольний клуб з міста Крушевац.

## Досягнення
- Друга ліга чемпіонату Югославії з футболу
  -  Чемпіон (4): 1958, 1976, 1978, 1988

- Друга ліга чемпіонату ФР Югославії з футболу
  -  Чемпіон (1): 2000

- Друга ліга чемпіонату Сербії і Чорногорії з футболу
  -  Чемпіон (1): 2003

- Перша ліга чемпіонату Сербії з футболу
  -  Чемпіон (2):  2013, 2016

- Кубок ФР Югославії
  -  Фіналіст (1): 2000

## Склад команди
Станом на 1 вересня 2016
| №  | Поз. | Нац.   | Гравець                    |
| -- | ---- | ------ | -------------------------- |
| 1  | ВР   | Сербія | Слободан Янкович           |
| 3  | ПЗ   | Сербія | Борис Варга                |
| 4  | ЗХ   | Сербія | Боян Миладинович           |
| 5  | ЗХ   | Сербія | Мілош Симонович            |
| 6  | ЗХ   | Гана   | Абрахам Фрімпонг           |
| 7  | ПЗ   | Сербія | Йован Маркоський (капітан) |
| 8  | ПЗ   | Сербія | Ненад Шливич               |
| 10 | ПЗ   | Сербія | Мілош Вулич                |
| 11 | ПЗ   | Сербія | Бранимир Петрович          |
| 13 | НП   | Сербія | Братислав Пуношевац        |
| 14 | НП   | Сербія | Георгіє Ілич               |
| 17 | ПЗ   | Сербія | Алекса Вуканович           |
| 21 | ЗХ   | Сербія | Драган Жаркович            |

| №  | Поз. | Нац.       | Гравець                                             |
| -- | ---- | ---------- | --------------------------------------------------- |
| 22 | ПЗ   | Чорногорія | Владімір Йовович (в оренді з клубу «Црвена Звезда») |
| 23 | ЗХ   | Сербія     | Йосип Прїч (віце-капітан)                           |
| 27 | ЗХ   | Сербія     | Слободан Урошевич                                   |
| 28 | ПЗ   | Сербія     | Діно Шарац                                          |
| 30 | НП   | Нігерія    | Єссе Секідіка                                       |
| 31 | ПЗ   | Сербія     | Саша Філіпович                                      |
| 35 | ВР   | Сербія     | Нікола Петрович                                     |
| 45 | НП   | Сербія     | Младен Сарайлин                                     |
| 72 | НП   | Сенегал    | Ібрагіма Маме Н'Діає                                |
| 77 | ПЗ   | Сербія     | Марко Гобелич                                       |
| 88 | ПЗ   | Сербія     | Боян Белич                                          |
| —  | ЗХ   | Сербія     | Нікола Лекович                                      |
| —  | ПЗ   | Сербія     | Владімір Крстич                                     |

## Відомі гравці
Список гравців, які мають досвід виступів у складі національних збірних:
| - Драгиша Бинич - Іван Гвозденович - Горан Єздимирович - Милорад Йованович - Югослав Лазич - Владімір Матиясевич - Предраг Павлович - Душан Петронієвич - Душан Пешич - Зоран Симович - Нікола Труїч - Боян Заїч | - Огнєн Враньєш - Яу Анжи - Владе Лазаревський - Стефан Ашковський - Марко Симеунович |

## Відомі тренери
Нижче наведений список колишніх тренерів клубу:
| - Бошко Ралич 1958 – 1959 - Драган Бойович 1975 – 1976 - Владика Попович 1976 – 1977 - Сречко Петкович 1978 – 1979 - Драголюб Мілошевич 1978 – 1979 - Владімір Милославлєвич 1978 – 1979 - Томислав Калоперович 07/1979 – 06/1980 - Міленко Міхич 1980 – 1981 - Слободан Доганджич 1993 – 1994 - Владімір Милославлєвич 1994 – 1995 - Никиця Гошич 1999 - Владислав Джукич 2000 - Мирослав Івкович та Звонко Петрович 2001 – 2002 - Саша Ніколич & Младен Додич 07/2007 – 06/2008 - Йовиця Шкоро 07/2008 – 12/2008 - Ненад Сакич 12/2008 – 11/2009 - Йовиця Шкоро 12/2009 – 06/2010 | - Борислав Зогович (interim) - Драган Антич 09/2010 – 05/2011 - Борислав Зогович 2011 - Младен Додич 09/2011 – 12/2011 - Александар Кристич 01/2012 – 05/2012 - Ненад Милованович 06/2012 – 06/2013 - Мілан Лешняк 07/2013 – 09/2013 - Ненад Милованович 09/2013 – 01/2014 - Ненад Лалатович 01/2014 – 06/2014 - Синіша Гогич 06/2014 – 08/2014 - Саша Штрбац 09/2014 – 01/2015 - Бранко Смілянич 2013/2014 – 2014 - Славко Матич 01/2010 – 06/2015 - Любиша Стаменкович (в.о.) - Божич Божичевич 07/2015 – 06/2016 - Драган Іванович 06/2016 – теп. час |